# Steve Reevis
Steve Reevis, né le 14 août 1962 à Browning (Montana) et mort le 7 décembre 2017 à Missoula (Montana), est un acteur américain natif de la tribu Blackfeet.
Son rôle de Shep Proudfoot dans le film Fargo (1996), lauréat d'un Oscar, est peut-être la performance la plus mémorable de l'acteur.

## Biographie

### Vie privée
En 1991, Steve Reevis épouse Macile, membre de la tribu Choctaw, artiste et créatrice de vêtements. Le couple a trois enfants. Ils vivent à Morongo Valley, en Californie, et dans la région de Missoula, dans le Montana.
Steve Reevis meurt le 7 décembre 2017, pour des causes non révélées, à Missoula, à l'âge de 55 ans. Au moment de son décès, il laisse dans le deuil sa femme, leurs enfants et trois petits-enfants.

## Filmographie

### Acteur

#### Au cinéma
- 1988 : Jumeaux : Indian
- 1990 : Danse avec les loups : Sioux #1 / Warrior #1
- 1990 : Grim Prairie Tales: Hit the Trail... to Terror : Indian Child
- 1991 : Les Doors : Indian in Desert
- 1993 : Geronimo : Chato
- 1993 : La Revanche de Jesse Lee : Two Bears
- 1995 : Le Dernier Cheyenne : Yellow Wolf
- 1995 : Wild Bill : Sioux Chief
- 1996 : Fargo : Shep Proudfoot (en tant que Steven Reevis)
- 1996 : Follow Me Home : FreddyWild Bill (film, 1995)
- 1999 : The Outfitters : Sam Keno
- 2000 : Highway 395 : Sim Lundy
- 2003 : Les Disparues : Two Stone
- 2005 : Mi-temps au mitard : Baby Face Bob
- 2013 : The Cherokee Word for Water : Johnson Soap
- 2014 : Road to Paloma : Totonka
- 2014 : The Jingle Dress : Buff
- 2015 : Fishing Naked : Art

#### À la télévision

##### Séries télévisées
- 1997 : Goode Behavior
- 1997 : Promised Land : Sheriff Lamont Nez
- 1997-1999 : Walker, Texas Ranger : John Wolf / Lone Wolf / Jake Stonecrow
- 1998 : JAG : Sammy Wheeler
- 2002 : Malcolm : Enoch
- 2004 : LAX : Hawk Man
- 2004 : Line of Fire : Dwight Baylow
- 2005 : Bones : Ranger Sherman Rivers
- 2005 : Into the West : Older Loved By The Buffalo
- 2008 : Comanche Moon : Worm
- 2008 : SundayArts News : Indian / Indian dancer

##### Téléfilms
- 1991 : Miracle in the Wilderness : Grey Eyes
- 1992 : Lakota Moon : Two Hearts
- 1996 : Crazy Horse, le plus grand d'entre nous
- 1999 : Le Ranch du bonheur : Mule
- 2000 : Sur la piste du grizzly : Jack Buck
- 2010 : Monsterwolf : Chief Turner

### Producteur

#### Cinéma
- 2010 : On the Edge

## Récompenses et distinctions
- 1997 : First Americans in the ArtsA (en) :  Performance exceptionnelle d'un acteur dans un rôle de soutien pour Fargo